# Борколабовская икона Божией Матери
Борколабовская икона Божией Матери — почитаемая в православной церкви икона Пресвятой Богородицы.
Происхождение Борколабовской иконы неизвестно. Легендарная история иконы сообщает, что она была принесена 11 июля 1659 года в Борколабовский женский монастырь в Быховском уезде Могилевской губернии князем Семёном Пожарским, возвращавшимся из похода в Польшу. Вероятно, он захватил её в одном из храмов Центральной или Западной Белоруссии. По преданию, Богородица чудесно явила свою волю об оставлении иконы в данной обители (лошади, которые везли обоз с иконой, остановились у стен монастыря и отказывались сдвинуться с места). Эта история является полностью легендарной, так как в указанный период никаких военных действий на территории Белоруссии не было, а князь Семён Пожарский к тому же погиб в татарском плену.
По преданиям, образ прославился многими чудесами. Празднование иконе совершается 24 июля (11 июля по юлианскому календарю).
Икона относится к иконографическому типу Одигитрия, написана темперой на доске по левкасу. По стилистике относится к произведениям слуцко-полесской школы и датируется первой половиной — серединой XVII века.